# Нарье
Нарье (пол. Narie) — озеро в Польше, на территории Варминьско-Мазурского воеводства, образовано последним оледенением. Входит в состав Мазурских озёр.
Площадь водной поверхности — 12,6 км², но может колебаться в зависимости от сезона. Наибольшая глубина 45 м. Максимальная длина — 10,4 километра.